# Loxostege
Loxostege is een geslacht van vlinders van de familie van de grasmotten (Crambidae), uit de onderfamilie van de Pyraustinae. De wetenschappelijke naam van dit geslacht is voor het eerst voorgesteld door Jacob Hübner in een publicatie uit 1825.

## Soorten
- Loxostege aemulalis (Dognin, 1905)
- Loxostege aeruginalis (Hübner, 1796)
- Loxostege albiceralis (Grote, 1878)
- Loxostege albifascialis (Hampson, 1896)
- Loxostege allectalis (Grote, 1877)
- Loxostege alticolalis (Christoph, 1877)
- Loxostege anartalis (Grote, 1878)
- Loxostege angustipennis (Zerny, 1914)
- Loxostege annaphilalis (Grote, 1881)
- Loxostege argyrostacta (Hampson, 1910)
- Loxostege aurantiacalis (Warren, 1889)
- Loxostege ayhanana Kemal  & Koçak, 2017
- Loxostege badakschanalis (Amsel, 1970)
- Loxostege bicoloralis (Warren, 1892)
- Loxostege bihensis Maes, 2014
- Loxostege boursini (D. Lucas, 1937)
- Loxostege brunneitincta Munroe, 1976
- Loxostege caradjana (Popescu-Gorj, 1991)
- Loxostege cereralis (Zeller, 1872)
- Loxostege clathralis (Hübner, 1813)
- Loxostege commixtalis (Walker, 1866)
- Loxostege comptalis (Freyer, 1848)
- Loxostege confusalis (South, 1901)
- Loxostege crocalis (Hampson, 1891)
- Loxostege damergouensis Rothschild, 1921
- Loxostege darwinialis (Sauber, 1904)
- Loxostege decaryalis Marion & Viette, 1956
- Loxostege deliblatica Szent-Ivány & Uhrik-Meszáros, 1942
- Loxostege egregialis Munroe, 1976
- Loxostege ephippialis (Zetterstedt, 1839)
- Loxostege eversmanni (Staudinger, 1892)
- Loxostege expansalis (Eversmann, 1852)
- Loxostege fascialis (Hübner, 1796)
- Loxostege flavinigralis (Hampson, 1910)
- Loxostege floridalis Barnes & McDunnough, 1913
- Loxostege formosibia (Strand, 1918)
- Loxostege frustalis (Zeller, 1852)
- Loxostege galbula (C. Felder, R. Felder & Rogenhofer, 1875)
- Loxostege graeseri (Staudinger, 1892)
- Loxostege heliosalis (Hampson, 1912)
- Loxostege immerens Harvey, 1875
- Loxostege impeditalis (Maassen, 1890)
- Loxostege inconspicualis (Zerny, 1914)
- Loxostege indentalis (Grote, 1883)
- Loxostege kearfottalis Walter, 1928
- Loxostege kingi Munroe, 1976
- Loxostege lepidalis (Hulst, 1886)
- Loxostege leucalis (Hampson, 1900)
- Loxostege leuconeuralis (Hampson, 1908)
- Loxostege manualis (Geyer, 1832)
- Loxostege minimalis Amsel, 1956
- Loxostege mira Amsel, 1951
- Loxostege mojavealis Capps, 1967
- Loxostege mucosalis (Herrich-Schäffer, 1848)
- Loxostege munroealis P. Leraut, 2005
- Loxostege naranjalis (Schaus, 1920)
- Loxostege nissalis (Amsel, 1961)
- Loxostege nubilalis (Hampson, 1891)
- Loxostege oberthuralis Fernald, 1894
- Loxostege oblinalis (C. Felder, R. Felder & Rogenhofer, 1875)
- Loxostege ochrealis (Wileman, 1911)
- Loxostege oculifera (E. Hering, 1901)
- Loxostege offumalis (Hulst, 1886)
- Loxostege pallidalis (Haworth, 1811)
- Loxostege peltalis (Eversmann, 1842)
- Loxostege peltaloides (Rebel, 1932)
- Loxostege perbonalis (Swinhoe, 1890)
- Loxostege perticalis (C. Felder, R. Felder & Rogenhofer, 1875)
- Loxostege phaeoneuralis (Hampson, 1900)
- Loxostege phaeopteralis (Hampson, 1913)
- Loxostege quaestoralis (Barnes & McDunnough, 1914)
- Loxostege rhabdalis (Hampson, 1900)
- Loxostege scalaralis (Christoph, 1877)
- Loxostege scutalis (Hübner, 1813)
- Loxostege sedakowialis (Eversmann, 1852)
- Loxostege seriziati (Staudinger, 1892)
- Loxostege shirazalis (Amsel, 1961)
- Loxostege sierralis Munroe, 1976
- Loxostege simplalis (Swinhoe, 1889)
- Loxostege sticticalis (Linnaeus, 1761) - Geelzoommot
- Loxostege subcuprea (Dognin, 1906)
- Loxostege terpnalis Barnes & McDunnough, 1918
- Loxostege thrallophilalis (Hulst, 1886)
- Loxostege triselena (Meyrick, 1937)
- Loxostege turbidalis (Treitschke, 1829)
- Loxostege typhonalis Barnes & McDunnough, 1914
- Loxostege unicoloralis (Barnes & McDunnough, 1914)
- Loxostege uniformis (Hampson, 1913)
- Loxostege venustalis (Stoll, 1781)
- Loxostege violaceotincta (Caradja, 1939)
- Loxostege virescalis (Guenée, 1854)
- Loxostege wagneri Zerny, 1929
- Loxostege xuthusalis (Hampson, 1906)
- Loxostege ziczac (Sauber, 1899)